# Škovec (gmina Trebnje)
Škovec – wieś w Słowenii, w gminie Trebnje. W 2018 roku liczyła 83 mieszkańców.